# Olaf Poulsen
Pour les articles homonymes, voir Poulsen.
Olaf Poulsen (né le 27 juillet 1920 à Christiana et mort le 27 septembre 2008 à Oslo) a été président de l'Union internationale de patinage (UIP) de 1980 à 1994.

## Biographie

### Patineur de vitesse
Olaf Poulsen fait du patinage de vitesse dans sa jeunesse de 12 à 17 ans pour le club du "Oslo Idrettslag". Il est même élu, alors qu'il n'est encore qu'un adolescent, membre de l'administration de son club, avant d'en devenir un membre honoraire.

### Carrière dans les fédérations
Il devient membre du conseil d'administration de l'Association norvégienne de patinage (Norges Skøyteforbund, NSF) en 1966, vice-président en 1968 et président de 1969 à 1973.
Il devient membre de l'UIP en 1971, puis en devient le vice-président en 1977. Il est délégué technique de l'UIP pour les Jeux olympiques d'hiver de 1976 à Innsbruck et pour les Jeux olympiques d'hiver de 1980 à Lake Placid. Quelques mois seulement après les JO, en septembre 1980, meurt prématurément le président de l'UIP Jacques Favart. Olaf Poulsen qui est depuis trois ans vice-président de cette fédération internationale, est élu président de l'UIP pour lui succéder.

### Président de l'UIP
Il reste le président de l'UIP pendant quatorze ans jusqu'en 1994. Pendant sa présidence, quelques nouveautés ont lieu:
- L'UIP officialise les championnats du monde de patinage de vitesse sur piste courte en 1981
- création de la coupe du monde de patinage de vitesse lors de la saison 1985/1986
- premier Trophée de France de patinage artistique à l'automne 1987
- introduction aux jeux olympiques d'hiver de 1988 à Calgary du 5 000 m féminin en patinage de vitesse
- le patinage de vitesse sur piste courte fait son entrée officielle aux jeux olympiques d'hiver de 1992 à Albertville avec les épreuves de 1 000 m masculin, relais 5 000 m masculin, 500 m féminin et relais 3 000 m féminin
- introduction aux jeux olympiques d'hiver de 1994 à Lillehammer du 500 m masculin et du 1 000 m féminin en patinage de vitesse sur piste courte.

De 1992 à 1994, il est également membre du Comité international olympique (CIO).
Il prend sa retraite en démissionnant de toutes ses fonctions après les Jeux olympiques d'hiver de Lillehammer organisés dans son pays natal en Norvège. C'est l'Italien Ottavio Cinquanta qui lui succède à la présidence.

### Retraite
Olaf Poulsen est élu président honoraire de l'UIP, lors du 45e congrès ordinaire de l'UIP qui s'est tenue à Boston aux États-Unis en 1994. Il le reste jusqu'à sa mort en 2008.